# Onze-Lieve-Vrouwekerk (Roeselare)

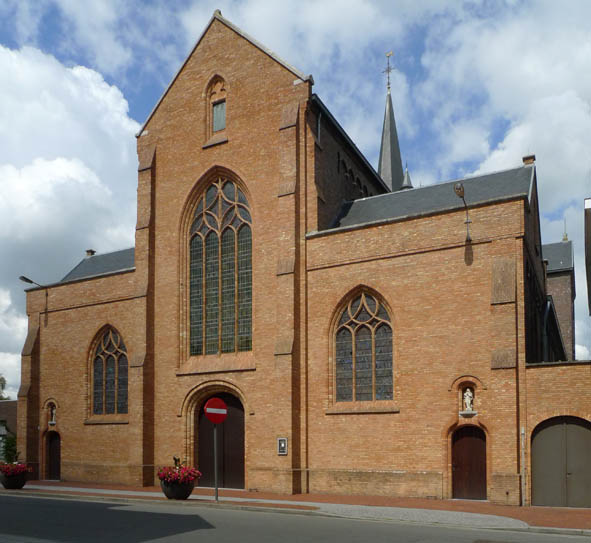
Onze-Lieve-Vrouwekerk in Roeselare

De Onze-Lieve-Vrouwekerk is een parochiekerk in de West-Vlaamse stad Roeselare, gelegen aan de Sint-Hubrechtsstraat 33 in de wijk Krottegem.

## Geschiedenis
In de tweede helft van de 19e eeuw nam de bevolking van Roeselare sterk toe. In 1865 begon men met de bouw van een kerk, maar in 1867 werd de bouw stilgelegd vanwege financiële problemen. Pas in 1876 werd de kerk voltooid, nadat het ontwerp gewijzigd was door stadsarchitect G. Charlier.
Tijdens de Eerste Wereldoorlog werd de kerk bijna helemaal verwoest en in 1923-1925 werd hij weer herbouwd onder leiding van Alfons Van Coillie. In 1936 werd een nieuwe voorgevel aangebracht en in 1945 kwamen er, ter gelegenheid van de bevrijding, nieuwe glas-in-loodramen.

## Gebouw
Het is een georiënteerde bakstenen driebeukige basilicale kruiskerk, uitgevoerd in neogotische stijl. Het koor is vijfzijdig afgesloten en tegen de noordzijde daarvan werd de toren aangebouwd.
Het orgel werd in 1883 gebouwd door Jacobus Philippus Forrest, werd in veiligheid gebracht tijdens de Eerste Wereldoorlog en daarna opnieuw geïnstalleerd. Later werden wijzigingen aangebracht.